# Annuitetslån
Et annuitetslån karakteriseres ved, at der betales et fast beløb (ydelse) på hver terminsdato, der skal dække både renter og afdrag på gælden. I starten vil størstedelen af ydelsen være renteomkostninger, men en stadigt større del af ydelsen vil med tiden blive afdrag på gælden. Langt hovedparten af de lån der ydes af banker og finansieringsselskaber samt realkreditinstitutter er annuitetslån. At ydelsen er fast, er en fordel for låntager, når denne skal lægge sit budget.  
Alternativet til et annuitetslån er serielånet, hvor der på hver terminsdato betales et fast afdrag + rente af den til enhver tid værende restgæld. Det samlede beløb der skal betales er derfor forskelligt og faldende fra termin til termin, men størst i starten, hvor restgælden og dermed også renten er størst. . 

## Formler
Følgende formler er gældende for annuitetslån:
Ydelse
{\displaystyle y=G{\frac {r}{1-(1+r)^{-n}}}}
Hovedstol
{\displaystyle G={\frac {y(1-(1+r)^{-n})}{r}}}
Antal terminer
{\displaystyle n=-{\frac {\ln(1-{\frac {G*r}{y}})}{\ln(1+r)}}}
... hvor G står for hovedstolen, r for rentefod, n  for antal terminer, og y for ydelse.

## References
1. ↑  www.formel.dk